# Verbandsperson
Verbandsperson ist ein Überbegriff für körperschaftlich organisierte Rechtspersonen und Vermögenswidmungen, welche keine natürliche Personen sind. Verbandspersonen können nach Privatrecht oder öffentlichem Recht organisiert sein.
Verbandspersonen werden von Gesetzes wegen gleich natürlichen Personen behandelt, soweit sich nicht aus der Beschränkung ihrer Rechts- und Handlungsfähigkeit oder aus der Natur der Verhältnisse eine Einschränkung ergibt. Bereits Otto von Gierke unterscheidet zwischen den natürlichen Personen und generell den Verbandspersonen, wobei er diese Verbandspersonen vor allem als Körperschaften sah.
Vom Begriff „Verbandsperson“ ist der Begriff „Verbandspersönlichkeit“ zu unterscheiden.
Die Verbandsperson ist eine organisatorische Struktur, der vom Staat Rechtsfähigkeit und (teilweise) Handlungsfähigkeit verliehen wurde.

## Deutschland, Österreich, Schweiz
In Deutschland wird, wie auch in Österreich und der Schweiz der Begriff „Verbandsperson“ in der Rechtswissenschaft nicht speziell definiert und ist nicht einheitlich als Überbegriff für juristische Personen und Vermögenswidmungen besetzt. Teilweise wird die Verbandsperson vereinfachend mit dem (Sport- etc.) Verband gleichgesetzt, teilweise die juristische Person selbst als Verbandsperson bezeichnet oder nur genossenschaftliche Verbände (Genossenschaften). Der Begriff Verbandsperson wurde in der Vergangenheit auch teilweise für den Staat, Länder, Gemeinden, das Volk, die Sippe, die  Magschaft, die Mark und andere Personengesamtheiten in der Rechtswissenschaft verwendet.

## Fürstentum Liechtenstein
Nach dem liechtensteinischen Personen- und Gesellschaftsrecht (PGR) sind Verbandspersonen körperschaftlich organisierte Personenverbindungen und Vermögenswidmungen. Zu den privatrechtlichen PGR-Verbandspersonen (2. Abteilung PGR) gehören
- Körperschaften privaten Rechts (4. Titel PGR),
- Anstalten privaten Rechts (5. Titel PGR),
- Stiftungen (5. Titel PGR),
- Gemeinwirtschaftliche Unternehmungen (6. Titel PGR).

In Art. 235 Abs. 1 PGR wird bezüglich des anwendbaren Rechts für aus- oder inländischer Verbandspersonen bestimmt: „Die Rechts- und Handlungsfähigkeit einschliesslich der Deliktsfähigkeit richtet sich nach dem auf die Verbandsperson anwendbaren Recht“ während die Rechts- (Partei-) und Handlungsfähigkeit und Sachlegitimation der Einrichtungen öffentlichen Rechts sich nach Art. 31 Abs. 3 Landesverwaltungspflegegesetz (LVG), „von abweichenden Bestimmungen der Verwaltungsgesetze oder dieses Gesetzes abgesehen, nach den Bestimmungen des allgemeinen bürgerlichen Gesetzbuches und anderer einschlägiger Gesetze(n)“ beurteilt.